# Atkár
Atkár je vas na Madžarskem, ki upravno spada pod podregijo Gyöngyösi Županije Heves.